# Phapitréron améthyste
Phapitreron amethystinus
Espèce
Statut de conservation UICN

 LC  : Préoccupation mineure
Le Phapitréron améthyste (Phapitreron amethystinus) est une espèce d'oiseaux de la famille des Columbidae.

## Répartition
Cet oiseau est endémique des Philippines.